# Macroceps fasciatus
Macroceps fasciatus är en insektsart som beskrevs av Victor Antoine Signoret 1880. Macroceps fasciatus ingår i släktet Macroceps och familjen dvärgstritar. Inga underarter finns listade i Catalogue of Life.